# 洋乳香

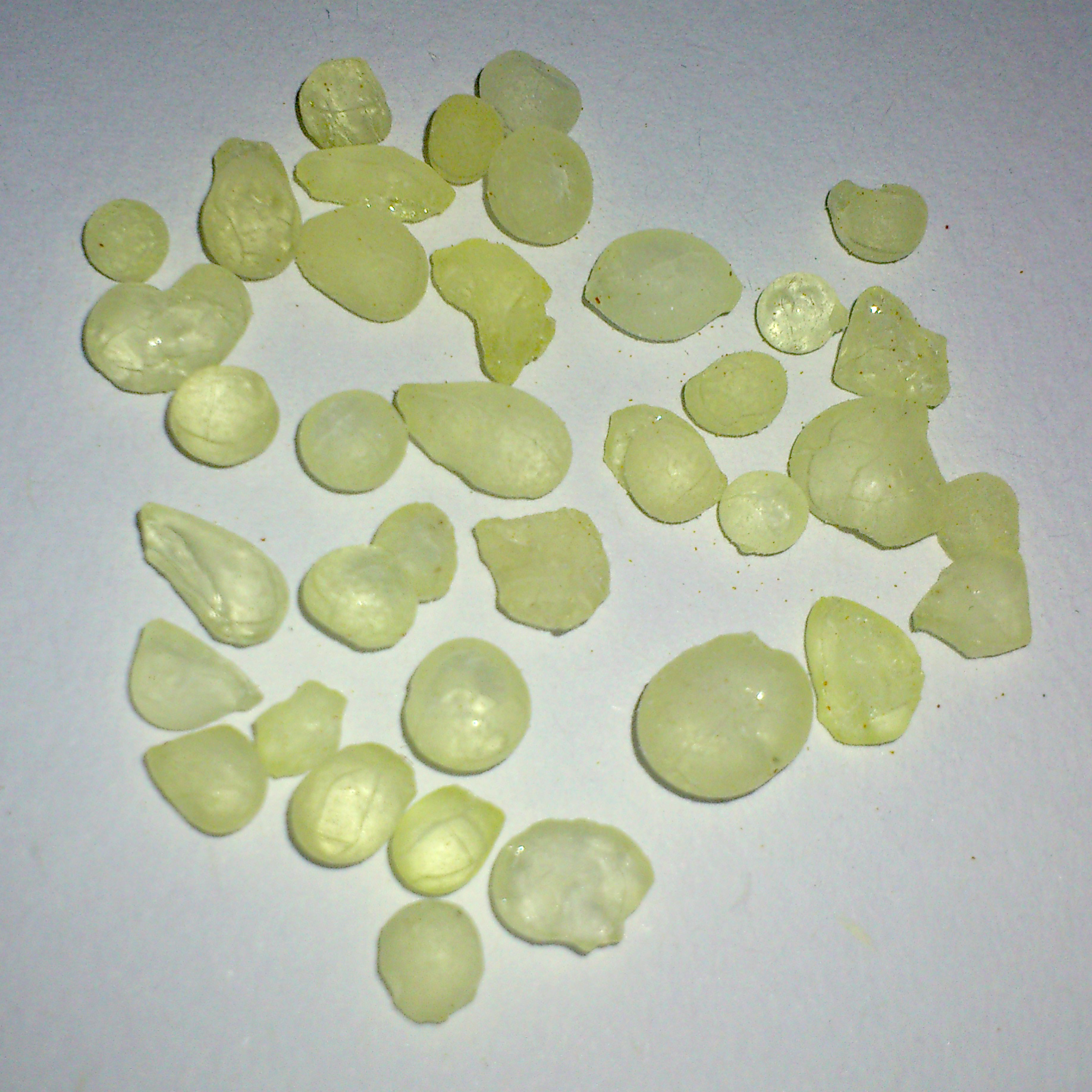
洋乳香

洋乳香（希臘語：μαστίχα）是乳香黃連木的樹脂，可作香料或供藥用。在希臘也被稱為希俄斯之淚，名字源自傳統產地希俄斯。《回回藥方》作麻思他其，《飲膳正要》作馬思答吉（波斯語：مصطکی，羅馬化：maṣṭakī），也叫希俄斯乳香、黃連木乳香、黏膠乳香。
雖然乳香黃連木在地中海多個地區生長，可是洋乳香幾乎僅出產於希臘希俄斯島。島上的洋乳香生產由多個自中世紀延續至今的「洋乳香村」組成的合作社控制。鄰近的土耳其切什梅半島亦有少量生產。

## 食用
洋乳香本來是液體狀，曬乾後變成硬而脆的半透明狀樹脂。咀嚼時，味道初時是苦，經咀嚼後滲出一種可使人提神的輕微的松或香柏味。
除了單純咀嚼洋乳香以外，它也有許多用途如：釀造利口酒、加入甜點、當作營養補給品或是製造土耳其軟糖。

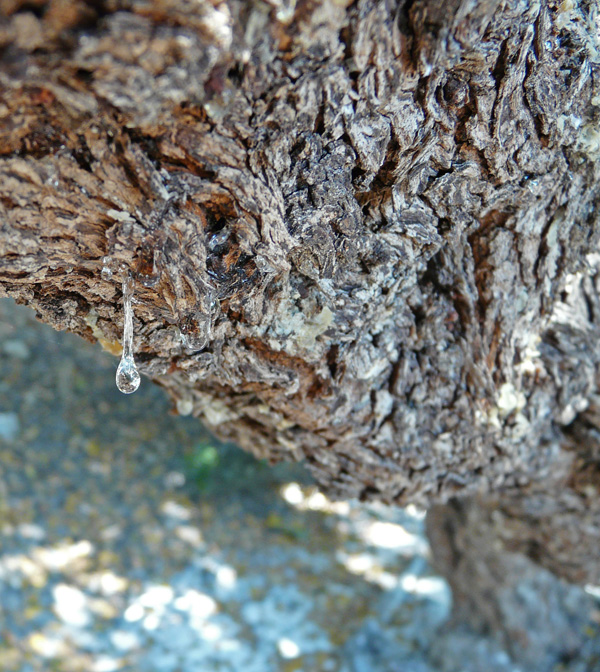
掛在乳香黃連木樹幹的樹脂